# Bjarne Strand
Bjarne Anders Strand (Oslo, 8 novembre 1946) è un ex sciatore alpino norvegese.

## Biografia
Sciatore polivalente, Strand debuttò in campo internazionale in occasione del trofeo Holmenkollen-Kandahar 1964, il 14 marzo a Voss in discesa libera (10º), ed esordì in Coppa del Mondo il 15 gennaio 1967 a Wengen in slalom speciale (21º); l'anno dopo partecipò ai X Giochi olimpici invernali di Grenoble 1968, sua unica presenza olimpica, classificandosi 17º nella discesa libera, 29º nello slalom gigante, 22º nello slalom speciale e 9º nella combinata, disputata in sede olimpica ma valida solo ai fini dei Mondiali 1968. Sempre nel 1968 ottenne il miglior piazzamento in Coppa del Mondo, il 24 febbraio a Oslo in slalom gigante (7º); il suo ultimo piazzamento agonistico fu il 46º posto ottenuto il 6 gennaio 1974 nella discesa libera di Coppa del Mondo disputata a Garmisch-Partenkirchen. È il padre di Stein Kristian, a sua volta sciatore alpino.

## Palmarès

### Coppa del Mondo
- Miglior piazzamento in classifica generale: 45º nel 1968

### Campionati norvegesi
- 7 medaglie[senza fonte]:
  - 2 ori (discesa libera nel 1966; slalom speciale nel 1968)[6]
  - 2 argenti (discesa libera, combinata nel 1971)[senza fonte]
  - 3 bronzi (slalom speciale, combinata nel 1967[7]; slalom gigante nel 1973)[senza fonte]